# Николай Кузнецов (адмирал)
Николай Герасимович Кузнецов e адмирал от съветския военен флот, герой на Съветския съюз, народен комисар на военноморските сили и военноморски министър на СССР.
Роден е в с. Медведки, днешен Котласки район, Архангелска област през 1904 г.
През 1919 г., само на 15 години, доброволно постъпва в Северодвинската военна флотилия. През 1921 г. е изпратен в Петроград на подготвително училище, след което влиза в Морската академия (сега Военноморско училище „Фрунзе“). След като се дипломира, е назначен в Черноморския Флот, където 3 години плава на крайцера „Червона Украйна“ и след това става заместник-командир на кораба.
След обучението му в периода 1929 – 1932 г. във Военноморската академия Кузнецов е върнат в Черноморския флот на длъжността заместник-командир на крайцера „Красный Кавказ“, а след това е назначен за командир на „Червона Украйна“. През 1936 г. Кузнецов е изпратен в Испания като военноморски аташе, военноморски и главен консултант. Той активно участва в планирането на бойните действия на републиканския флот и взаимодействието на неговите сили на земята и във въздуха, придобива опит в организиране и провеждане на морски операции.
След завръщането си у дома през август 1937 г. е назначен за първи заместник-командващ на флота в Тихия океан, а от януари 1938 г. е командир на този флот.
За Н. Г. Кузнецов 1939 г. е повратната точка в неговата военноморска съдба. На 28 април той е избран за народен комисар на военноморския флот. Като взема предвид опита във войната в Испания и изследването на природата на първоначалния период на съвременните войни, Кузнецов разработва и приема оперативна система за готовността на флота, позволяваща да се отговори на усложнената военно-политическа ситуация и бързо да се приведат силите на флота в състояние да отразят вероятно нападение.
На 18 – 19 юни 1941 г. по собствена инициатива привежда флота в оперативна готовност № 2 и заповядва да се открива огън при всяко прелитане на германски самолети над кораби и бази на флота. На 21 юни нарежда да се обяви оперативна готовност № 1. С това в началото на Великата отечествена война още от първите дни, въпреки внезапността на атаката, флотът не е имал загуби и е отразил всички атаки на германските сили.
В ранните години на войната Кузнецов е избран за член на Върховното главно командване на СССР. През годините на войната неговите усилия са насочени към защитата на военноморските бази и запазване ядрото на военните флотове, което допълнително да играе важна роля в защитата на Ленинград, Кавказ и Арктика. През 1944 г. му е присъден ранг на адмирал на флота. На 14 септември 1945 г. е удостоен със званието „герой на Съветския съюз“.
През 1947 г., по искане на Сталин, Кузнецов е свален от поста му и е назначен за началник на военноморските учебни заведения. През 1948 г. е подложен на несправедлив съдебен процес срещу него и няколко висши командири на флота. Съдът го разжалва в звание контраадмирал, след което е изпратен за заместник-командващ на Далекоизточния флот. 2 години по-късно Н. Г. Кузнецов е назначен за командващ на 5-и ВМФ и през 1951 г. е удостоен с ранг вицеадмирал. Скоро, пак по нареждане на Сталин, той става военноморски министър и е възстановен в звание адмирал на флота. След преструктурирането на военните и морските министерства Кузнецов става главнокомандващ на Военноморските сили и първи заместник-министър на отбраната на СССР. През 1955 г. е повишен в звание адмирал на флота на Съветския съюз.
През 1956 г. заедно с Георгий Жуков е отстранен от Никита Хрушчов от заеманите длъжности, понижен е до ранг вицеадмирал и е принуден да излезе в пенсия. Като пенсионер Кузнецов написва мемоарите „На далечния меридиан“ („На далеком меридиане“), „В навечерието“ („Накануне“), „Бойна тревога във флотовете“ („На флотах боевая тревога“), „С курс към победа“ („Курсом к победе“) и „Остри обрати“ („Крутые повороты“).
Н. Г. Кузнецов почива на 6 декември 1974 г. в Москва и е погребан в Новодевичето гробище.
На 26 юли 1988 г., с указ на Президиума на Върховния съвет на СССР, на Кузнецов е възстановено посмъртно званието „адмирал на флота на Съветския съюз“.